# Kio Yamada
Kio Yamada (山田 葵士 Yamada Kio?, nacido el 22 de enero de 2000 en Chiba) es un futbolista japonés que juega como delantero.
En 2019, Yamada se unió al YSCC Yokohama de la J3 League.

## Trayectoria

### Clubes
| Club          | País  | Año    |
| ------------- | ----- | ------ |
| YSCC Yokohama | Japón | 2019 - |

## Estadística de carrera

### J. League
| Club          | Año   | J. League | J. League | Copa J. League | Copa J. League | Total | Total |
| Club          | Año   | Part.     | Goles     | Part.          | Goles          | Part. | Goles |
| ------------- | ----- | --------- | --------- | -------------- | -------------- | ----- | ----- |
| YSCC Yokohama | 2019  | 1         | 0         | -              | -              | 1     | 0     |
| Total         | Total | 1         | 0         | 0              | 0              | 1     | 0     |